# Tersicoccus phoenicis
Tersicoccus phoenicis (лат.) — вид грамположительных бактерий семейства Micrococcaceae. Он был обнаружен в двух чистых комнатах и устойчив к основным методам уборки этих помещений. Родовое название образовано от лат. tergere «тереть, вытирать, чистить» и др.-греч. κόκκος «косточка (плода), семячко, зерно»; видовой эпитет phoenicis происходит от космического аппарата Феникс NASA, в котором впервые были обнаружены эти бактерии. 23 мая 2014 года Международный институт изучения видов включил Tersicoccus phoenicis в список «Десять самых замечательных видов» 2014 года благодаря необычному месту открытия и устойчивости к стерилизации.

## Распространение
T. phoenicis обнаружен только в двух местах на Земле — двух чистых комнатах, разделённых расстоянием около 4200 км. Первое местонахождение этого вида было определено в 2007 году при проведении микробного теста после мытья пола шваброй в чистой комнате космического аппарата Феникс в космическом центре Кеннеди (США). Второй раз вид был обнаружен в чистой комнате космической обсерватории Гершель космодрома Куру (Франция). Предполагается, что T. phoenicis обитает и вне чистых комнат, однако в других местах его труднее выделить из-за обилия микроорганизмов других видов.

## Описание
T. phoenicis — неспорообразующая, неподвижная, аэробная, грамположительная бактерия. Они имеют почти сферическую форму (кокки) и достигают около 1 мкм в диаметре. Клетки сохраняют коккоидную форму в течение всего жизненного цикла, и изменение морфотипа палочка-кокк, как это происходит у Arthrobacter, для них не характерно. Они способны выживать в средах с малым количеством питательных веществ. Известно два штамма T. phoenicis: 1P05MAT — штамм, открытый в США, и KO_PS43, описанный во Франции.

## Значение
Поскольку виды, подобные T. phoenicis, способны выдерживать стерилизацию, которая проводится в чистых комнатах космических аппаратов, учёные изучают их и индексируют генетический материал. Поэтому, если на борту космического аппарата на Землю вернётся потенциальная внеземная бактерия, то можно будет сравнить её генетический материал с проиндексированным земным генетическим материалом и отбросить версию о том, что бактерия улетела в космос и вернулась вместе с космическим аппаратом. Кроме того, изучая особенности устойчивых микробов наподобие T. phoenicis, учёные смогут разработать новые усовершенствованные методы стерилизации. Необходимо предотвратить загрязнение других небесных тел бактериями, путешествующими вместе с космическим аппаратом, которое, возможно, уже произошло посредством марсохода Curiosity.